# Zeslandentoernooi 2012 (mannen)

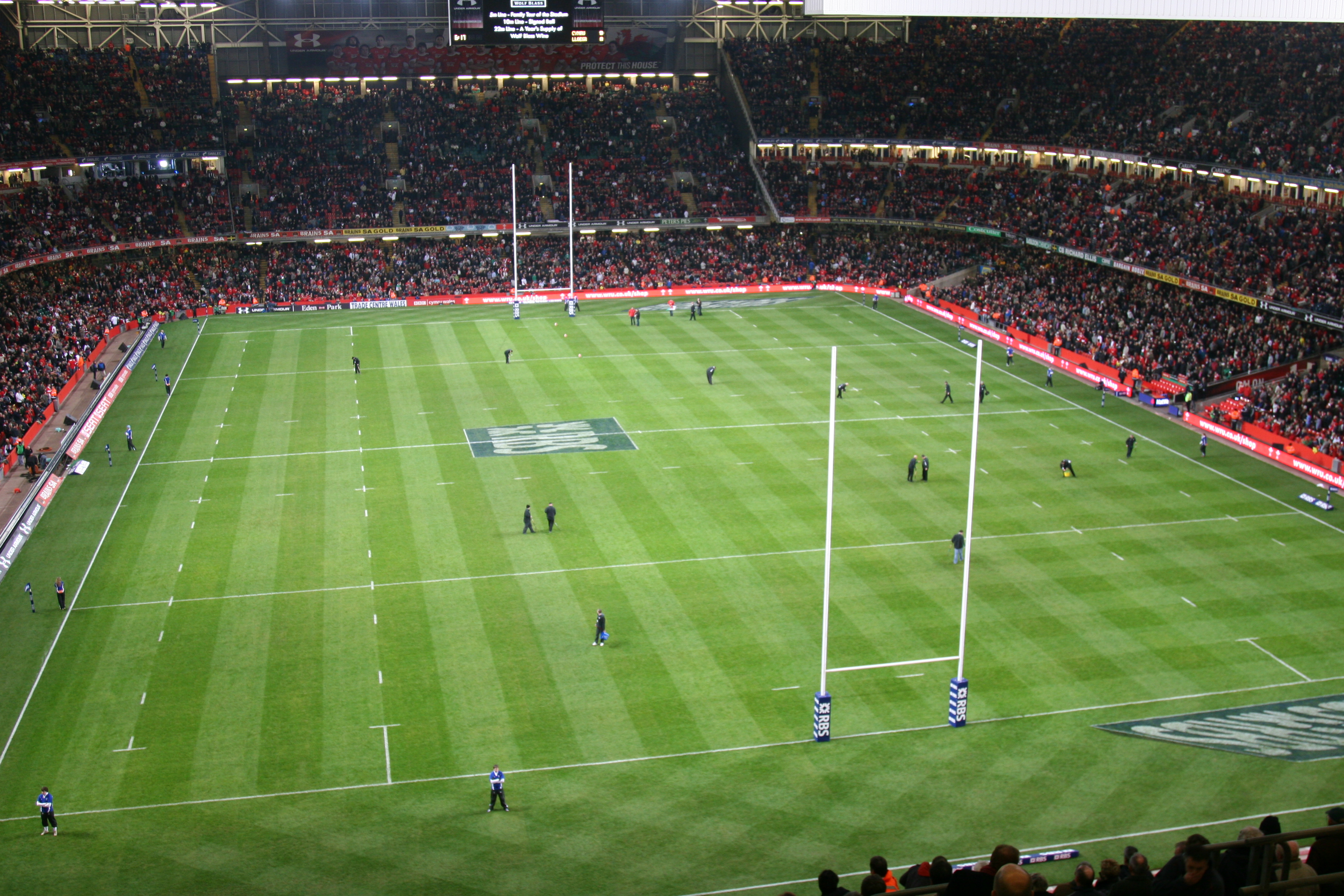
De wedstrijd Wales - Engeland voor het zeslandentoernooi 2010.

De dertiende editie van het Zeslandentoernooi voor mannen van de Rugby Union wordt gespeeld van 4 februari tot en met en 17 maart 2012 tussen de nationale rugbyteams van Engeland, Frankrijk, Ierland, Italië, Schotland en Wales.

## Deelnemende Landen
| Land      | Stadion            | Stad      | Coach                | Captain           |
| --------- | ------------------ | --------- | -------------------- | ----------------- |
| Engeland  | Twickenham         | Londen    | Stuart Lancaster     | Chris Robshaw     |
| Frankrijk | Stade de France    | Parijs    | Philippe Saint-André | Thierry Dusautoir |
| Ierland   | Aviva Stadium      | Dublin    | Declan Kidney        | Paul O'Connell    |
| Italië    | Stadio Olimpico    | Rome      | Jacques Brunel       | Sergio Parisse    |
| Schotland | Murrayfield        | Edinburgh | Andy Robinson        | Ross Ford         |
| Wales     | Millennium Stadium | Cardiff   | Warren Gatland       | Sam Warburton     |

## Tabel
| Pos | Land      | Wedstrijden | Wedstrijden | Wedstrijden | Wedstrijden | Punten | Punten | Punten   | Punten | Tabel Punten |
| Pos | Land      | Gespeeld    | Winst       | Gelijk      | Verlies     | Voor   | Tegen  | Verschil | Tries  | Tabel Punten |
| --- | --------- | ----------- | ----------- | ----------- | ----------- | ------ | ------ | -------- | ------ | ------------ |
| 1   | Wales     | 5           | 5           | 0           | 0           | 109    | 58     | +51      | 10     | 10           |
| 2   | Engeland  | 5           | 4           | 0           | 1           | 98     | 71     | +27      | 7      | 8            |
| 3   | Ierland   | 5           | 2           | 1           | 2           | 121    | 94     | +27      | 13     | 5            |
| 4   | Frankrijk | 5           | 2           | 1           | 2           | 101    | 86     | +15      | 8      | 5            |
| 5   | Italië    | 5           | 1           | 0           | 4           | 53     | 121    | −68      | 4      | 2            |
| 6   | Schotland | 5           | 0           | 0           | 5           | 56     | 108    | −52      | 4      | 0            |

## Programma en uitslagen

### Week 1
| 4 februari 2012 14:30 | Frankrijk | 30 - 12     | Italië                                                                                        | Stade de France, Parijs Toeschouwers: 79.563 Scheidsrechter: Nigel Owens |
| 4 februari 2012 14:30 | Try: Aurélien Rougerie 21' Julien Malzieu 35' Vincent Clerc 54' Wesley Fofana 72' Con: Dimitri Yachvili (2/3) Pen: Dimitri Yachvili (2/3) 12', 52' | (en) Report | Con: Kristopher Burton (2/3) 30', 47' Tobias Botes (1/1) 60' Pen: Kristopher Burton (1/2) 18' | Stade de France, Parijs Toeschouwers: 79.563 Scheidsrechter: Nigel Owens |

| 4 februari 2012 17:00 | Schotland                     | 6-13        | Engeland                                                                          | Murrayfield, Edinburgh Toeschouwers: 67.144 Scheidsrechter: George Clancy |
| 4 februari 2012 17:00 | Pen: Dan Parks (2/2) 26', 33' | (en) Report | Try: Charlie Hodgson 41' Con: Owen Farrell (1/1) Pen: Owen Farrell (2/4) 23', 75' | Murrayfield, Edinburgh Toeschouwers: 67.144 Scheidsrechter: George Clancy |

| 5 februari 2012 15:00 | Ierland                                                                                              | 21-23       | Wales | Aviva Stadium, Dublin Toeschouwers: 51.000 Scheidsrechter: Wayne Barnes |
| 5 februari 2012 15:00 | Try: Rory Best 37' Tommy Bowe 68' Con: Jonathan Sexton (1/2) Pen: Jonathan Sexton (3/5) 4', 44', 60' | (en) Report | Try: Jonathan Davies (2) 14' , 55' George North 76' Con: Leigh Halfpenny (1/2) Pen: Leigh Halfpenny (2/2) 54', 80' | Aviva Stadium, Dublin Toeschouwers: 51.000 Scheidsrechter: Wayne Barnes |

### Week 2
| 11 februari 2012 16:00 | Italië | 15-19       | Engeland                                                                                    | Stadio Olimpico, Rome Toeschouwers: 53.700 Scheidsrechter: Jérome Garces |
| 11 februari 2012 16:00 | Try: Giovanbattista Venditti 38' Tommaso Benvenuti 40' Con: Kristopher Burton (1/2) Pen: Kristopher Burton (1/1) 48' | (en) Report | Try: Charlie Hodgson 51' Con: Owen Farrell (1/1) Pen: Owen Farrell (4/4) 27', 36', 55', 66' | Stadio Olimpico, Rome Toeschouwers: 53.700 Scheidsrechter: Jérome Garces |

| 11 februari 2012 20:00 | Frankrijk | uitgesteld wegens onbespeelbaar veld. | Ierland | Stade de France, Parijs Scheidsrechter: Dave Pearson |
| 11 februari 2012 20:00 |           |                                       |         | Stade de France, Parijs Scheidsrechter: Dave Pearson |

| 12 februari 2012 15:00 | Wales | 27 – 13     | Schotland                                                                         | Millennium Stadium, Cardiff Toeschouwers: 73.189 Scheidsrechter: Romain Poite |
| 12 februari 2012 15:00 | Try: Alex Cuthbert 42' Leigh Halfpenny 51', 56' Con: Leigh Halfpenny (3/3) Pen: Leigh Halfpenny (2/3) 30', 46' | (en) Report | Try: Greig Laidlaw 64' Con: Greig Laidlaw (1/1) Pen: Greig Laidlaw (2/3) 22', 49' | Millennium Stadium, Cardiff Toeschouwers: 73.189 Scheidsrechter: Romain Poite |

### Week 3
| 25 februari 2012 13:30 | Ierland | 42 - 10     | Italië                                                  | Aviva Stadium, Dublin Toeschouwers: 51.000 Scheidsrechter: Craig Joubert |
| 25 februari 2012 13:30 | Try: Earls 16' c Bowe (2) 39' c, 61' c Court 77' c Trimble 80' m Con: Sexton (4/5) Pen: Sexton (3/3) 11', 49', 59' | (en) Report | Try: Parisse 35' c Con: Botes (1/1) Pen: Botes (1/4) 8' | Aviva Stadium, Dublin Toeschouwers: 51.000 Scheidsrechter: Craig Joubert |

| 25 februari 2012 16:00 | Engeland                              | 12 - 19     | Wales                                                                               | Twickenham Stadium, Londen Toeschouwers: 80.764 Scheidsrechter: Steve Walsh |
| 25 februari 2012 16:00 | Pen: Farrell (4/5) 24', 30', 39', 46' | (en) Report | Try: S. Williams 76' c Con: Halfpenny (1/1) Pen: Halfpenny (4/5) 26', 35', 54', 72' | Twickenham Stadium, Londen Toeschouwers: 80.764 Scheidsrechter: Steve Walsh |

| 26 februari 2012 15:00 | Schotland                                                                       | 17 - 23     | Frankrijk                                                                                         | Murrayfield Stadium, Edinburgh Toeschouwers: 67.200 Scheidsrechter: Wayne Barnes |
| 26 februari 2012 15:00 | Try: Hogg 8' c Jones 56' c Con: Laidlaw (1/1) Weir (1/1) Pen: Laidlaw (1/2) 26' | (en) Report | Try: Fofana 28' c Médard 59' c Con: Parra (2/2) Pen: Parra (2/3) 39', 47' Drop: Beauxis (1/1) 69' | Murrayfield Stadium, Edinburgh Toeschouwers: 67.200 Scheidsrechter: Wayne Barnes |

### Week 2, Inhaalwedstrijd
| 4 maart 2012 16:00 | Frankrijk                                             | 17 - 17     | Ierland                                                            | Stade de France, Saint-Denis Toeschouwers: 80.000 Scheidsrechter: Dave Pearson |
| 4 maart 2012 16:00 | Try: Fofana 51' m Pen: Parra (4/5) 23', 30', 48', 57' | (en) Report | Try: Bowe (2) 13' c, 38' c Con: Sexton (2/2) Pen: Sexton (1/2) 27' | Stade de France, Saint-Denis Toeschouwers: 80.000 Scheidsrechter: Dave Pearson |

### Week 4
| 10 maart 2012 14:30 | Wales | 24 - 3      | Italië                    | Millennium Stadium, Cardiff Toeschouwers: 73.892 Scheidsrechter: George Clancy |
| 10 maart 2012 14:30 | Try: Roberts 50' c Cuthbert 78' m Con: Halfpenny (1/1) Pen: Halfpenny (3/3) 10', 20', 37' Priestland (1/1) 70' | (en) Report | Pen: Bergamasco (1/1) 13' | Millennium Stadium, Cardiff Toeschouwers: 73.892 Scheidsrechter: George Clancy |

| 10 maart 2012 17:00 | Ierland                                                                                                | 32 - 14     | Schotland                                      | Aviva Stadium, Dublin Toeschouwers: 51.000 Scheidsrechter: Chris Pollock |
| 10 maart 2012 17:00 | Try: Best 13' c Reddan 33' c Trimble 40' m McFadden 76' c Con: Sexton (3/4) Pen: Sexton (2/2) 25', 71' | (en) Report | Try: Gray 36' m Pen: Laidlaw (3/3) 3', 9', 31' | Aviva Stadium, Dublin Toeschouwers: 51.000 Scheidsrechter: Chris Pollock |

| 11 maart 2012 15:00 | Frankrijk                                                                                           | 22 - 24     | Engeland                                                                             | Stade de France, Saint-Denis Toeschouwers: 80.895 Scheidsrechter: Alain Rolland |
| 11 maart 2012 15:00 | Try: Fofana 75' c Con: Parra (1/1) Pen: Beauxis (3/4) 17', 40', 69' Dupuy (1/2) 33' Parra (1/1) 65' | (en) Report | Try: Tuilagi 12' c Foden 17' c Croft 71' c Con: Farrell (3/3) Pen: Farrell (1/2) 50' | Stade de France, Saint-Denis Toeschouwers: 80.895 Scheidsrechter: Alain Rolland |

### Week 5
| 17 maart 2012 12:30 | Italië                                                                                 | 13 - 6      | Schotland                   | Stadio Olimpico, Rome Toeschouwers: 72.354 Scheidsrechter: Alain Rolland |
| 17 maart 2012 12:30 | Try: Venditti 43' c Con: Burton (1/1) Pen: Bergamasco (1/3) 11' Drop: Burton (1/2) 77' | (en) Report | Pen: Laidlaw (2/3) 36', 60' | Stadio Olimpico, Rome Toeschouwers: 72.354 Scheidsrechter: Alain Rolland |

| 17 maart 2012 14:45 | Wales                                                                       | 16 - 9      | Frankrijk                                      | Millennium Stadium, Cardiff Toeschouwers: 72.658 Scheidsrechter: Craig Joubert |
| 17 maart 2012 14:45 | Try: Cuthbert 21' c Con: Halfpenny (1/1) Pen: Halfpenny (3/4) 33', 53', 76' | (en) Report | Pen: Yachvili (2/2) 11', 73' Beauxis (1/1) 45' | Millennium Stadium, Cardiff Toeschouwers: 72.658 Scheidsrechter: Craig Joubert |

| 17 maart 2012 17:00 | Engeland                                                                                              | 30 - 9      | Ierland                         | Twickenham, Londen Toeschouwers: 80.567 Scheidsrechter: Nigel Owens |
| 17 maart 2012 17:00 | Try: penalty try 59' c Youngs 74' m Con: Farrell (1/2) Pen: Farrell (6/6) 3', 24', 35', 49', 65', 78' | (en) Report | Pen: Sexton (3/3) 16', 40', 52' | Twickenham, Londen Toeschouwers: 80.567 Scheidsrechter: Nigel Owens |